# Saidali Iuldachev
Saidali Iuldachev (en uzbek: Saidali Yo‘ldoshev; nascut el 31 de gener de 1968) és un jugador d'escacs uzbek, que té el títol de Gran Mestre des de 1997.
Tot i que roman inactiu des del setembre de 2019, a la llista d'Elo de la FIDE del desembre de 2021, hi tenia un Elo de 2430 punts, cosa que en feia el jugador número 16 de l'Uzbekistan. El seu màxim Elo va ser de 2559 punts, a la llista de gener de 2004 (posició 243 al rànquing mundial).

## Resultats destacats en competició
Iuldachev ha guanyat el campionat de l'Uzbekistan dues vegades, els anys 1993 i 2003.
Va prendre part al Campionat del món de 2002 (FIDE), però fou eliminat en primera ronda per Zurab Azmaiparaixvili.
El 2004 va empatar als llocs 2n–4t amb Praveen Thipsay i Chakkravarthy Deepan a l'obert internacional Piloo Mody a Lucknow i va empatar al primer lloc amb Maksim Sorokin al Memorial Murzagaliev a Uralsk, Kazakhstan. El 2009 va empatar als llocs 5è–10è amb Chakkravarthy Deepan, Georgy Timoshenko, Sundar Shyam, Andrei Deviatkin i Shukhrat Safin a la Mumbai Mayor Cup.

### Participació en competicions per equips
Iuldachev ha participat, representant l'Uzbekistan a les olimpíades d'escacs de 1992, 1996, 1998, 2002, 2004 i 2008.

## Partides notables
- Mikhail Krasenkow vs Saidali Iuldachev, 34a Olimpíada, Ruy López: General (C65), 0-1.
- Saidali Iuldachev vs Alexander Hilario Ta Fier, 37a Olimpíada, defensa siciliana: variant tancada (B23), 1-0.